# Odcizený dopis
Odcizený dopis nebo též Ukradený dopis (v angličtině „The Purloined Letter“) je detektivní povídka amerického spisovatele a literárního teoretika Edgara Allana Poea z roku 1844.
Povídka uzavírá autorovy detektivní příběhy s postavou geniálního analytika C. Auguste Dupina. Předchozí dvě povídky jsou Vraždy v ulici Morgue (1841) a Záhada Marie Rogêtové (1842-1843). Tyto příběhy jsou považovány za předchůdce moderní detektivní prózy.
Poprvé se Odcizený dopis objevil v ročence The Gift for 1845 (vyšla na konci roku 1844) a brzy byl otištěn v dalších žurnálech a novinách.

## Příběh
Pan G., prefekt pařížské policie si neví rady s novým případem a tak vyhledá pomoc u pana C. Augusta Dupina, jenž dostatečně prokázal své schopnosti při řešení předchozích případů. U Dupina je zrovna na návštěvě vypravěč příběhu, který jej zaznamená a sám se zapojí do debaty.
Prefekt seznámí přítomné s fakty. Zloděj, všehoschopný ministr D. na návštěvě u nejmenované dámy ukradne důležitý dopis a nahradí jej vlastní bezvýznamnou listinou. Díky tomuto dopisu má nad dotyčnou osobou velkou moc a může oběť vydírat. Zloděj je znám, byl viděn při krádeži, ale postižená se neodhodlala k obraně kvůli přítomnosti třetí osoby. Prefekt vyvodí dvě souvislosti, se kterými Dupin souhlasí.
1. dopis nebyl zatím použit k vydírání a jeho obsah zůstává zatajen, neboť kdyby již byl využit, objevily by se určité následky, což se zatím nestalo. Tudíž zůstává v držení ministra D.
2. ministr má dopis neustále po ruce, aby jej mohl kdykoli použít. Kdyby obsah dopisu poznala nejmenovaná třetí osoba, ohrozilo by to čest majitelky listiny, čehož si je ministr D. dobře vědom a tímto získává absolutní moc.

Ministr již několik měsíců využívá dopisu k politickým cílům a okradená dáma jej chce stůj co stůj získat zpět. Nemůže to provést otevřeně a tak případ svěřila prefektovi G. Ten využije časté noční nepřítomnosti ministra ve svém domě a důkladně se svým policejním týmem prohledá ministrovo obydlí. Poněvadž dal prefekt pod nějakou záminkou dvakrát ministra prohledat na ulici, ví se, že dopis nenosí u sebe a musí jej mít v domě.
Detektivové prohledají lupou důsledně každou škvíru a dutinu, propíchají křesla jehlicemi, prolistují veškeré knihy, zkontrolují rámy obrazů a zrcadel, podlahy, tapety, sklepy a venkovní prostory, přesto dopis nenaleznou. Dupin se domnívá, že nepátrali dostatečně pozorně a navrhuje znovu domovní prohlídku.
Za měsíc přijde komisař k Dupinovi ohlásit neúspěch při nové prohlídce. Přijde řeč na velmi štědrou odměnu za dodání dopisu majitelce a Dupin přijme komisařovu nabídku 50 000 za pomoc s případem. Policejní prefekt G. vypíše šek a předá jej Dupinovi, ten si jej prohlédne, vstane, vytáhne ze skříňky dopis a předá jej komisaři. Ten se konsternován nezmůže na slovo a jako v mrákotách nedůstojně opustí místnost.
Dupin objasní vypravěči svou metodu. Uznává, že pařížská policie odvedla v rámci svých možností kus poctivé práce, ale nedokázala se vcítit do myšlení pachatele. Ministr D. je velmi rafinovaný člověk, matematik, který píše navíc básně a se svým důvtipem mu nedělalo velký problém detektivy zmást. Řídil se jednoduchostí, správně předpokládal, že bude zadržen na ulici a prohledáván, tudíž dopis ukryl skutečně ve svém domě. „Ukryl“, neboť policejní vyšetřovatelé jej měli celou dobu před nosem. Podle přísloví „pod svícnem bývá největší tma“ zastrčil pomačkaný a ušpiněný dopis do pouzdra na navštívenky nad krbovou římsou, čímž vnukl pátrajícím myšlenku o bezvýznamnosti listu.
Dupin se vydá na návštěvu ministra D., při hovoru si nenápadně obhlédne pokoj a jeho zraku neunikne to, co nedokázali odhalit detektivové. Pro něj je takto podstrčený list příliš nápadný. Všimne si i několika detailů, které jej utvrdí ve správnosti své teze. Další den se vydá znovu za ministrem a když se na ulici ozve výstřel, který přiměje ministra vyhlédnout z okna, Dupin využije situaci a dopis zamění za jiný. Ještě je vhodné podotknout, že onen rozruch na ulici si tento analytik s nevídaným ostrovtipem předem objednal pro tuto příležitost. Vlastní dopis, který vloží místo ceněného dokumentu do pouzdra není prázdný. C. Auguste Dupin sdělí vypravěči, že ministr D. je velmi nestoudný a bezohledný člověk, jenž mu kdysi ve Vídni provedl nepěkný kousek. Nyní tedy byla ideální chvíle ke splacení dluhu a Dupin (který si je vědom, že ministr zná jeho písmo) napíše do dopisu slova: „Un dessein si funeste, S'il n'est digne d'Atrée, est digne de Thyeste“ („Není-li ten truchlivý záměr hoden Atréa, je hoden Thyesta“). (možná souvislost viz kapitola Analýza)
| „                                  | Ne dočista blázen... ale na druhé straně je to básník a to je jenom krůček k bláznovi. | “ |
| — Edgar Allan Poe - Odcizený dopis |                                                                                        |   |

## Analýza
C. Auguste Dupin není profesionální detektiv. V povídce Vraždy v ulici Morgue má zájem na případu vraždy pro jeho neobvyklost, přičemž odmítne finanční odměnu. Naopak v Odcizeném dopisu se ujme případu pro finanční obnos, zde není motivován odhalením pravdy v souvislosti s nedostatkem informací o obsahu ukradeného listu. Dupinova inovativní metoda řešení záhady spočívá v pokusu identifikovat se s pachatelem , vžít se do jeho uvažování. Ministr D. a Dupin mají odpovídající způsob uvažování kombinujíce matematické schopnosti s básnictvím  a jejich souboj důvtipu hrozí skončit patem. Dupin vyhrává z důvodu morální síly: ministr D. je „bezcharakterní“ vyděrač, jenž dosahuje moci využíváním slabosti jiných.
E. A. Poe se identifikoval jak s Dupinem, tak s ministrem D. Stejně jako autor, oba charaktery disponují precizní analýzou a velkou představivostí.
Odcizený dopis zkompletoval Dupinovu pouť různými prostředími. Ve Vraždách v ulici Morgue se pohybuje v ulicích města; v Záhadě Marie Rogêtové se pohybuje ve venkovní krajině a v Odcizeném dopisu v soukromém domovním prostředí.
Francouzský lingvista, esejista a filosof Jean-Claude Milner nabízí v Détections fictives , Le Seuil, collection « Fictions & Cie (1985) důkaz, že C. Auguste Dupin a ministr D. jsou bratři. Opírá se o závěrečný odkaz v dopisu, jenž Dupin zanechal v pouzdře pro navštívenky na místě původního dokumentu. Odkaz zmiňuje Atréa a Thyesta, bratry dvojčata. Této tezi nahrává i fakt, že ministr D. je seznámen s písmem Dupina.

## Kritické odezvy
V květnu 1845 - ještě před vydáním povídky - napsal E. A. Poe Jamesi Russellu Lowellovi, že ji považuje za „zřejmě nejlepší z mých detektivních příběhů“. Obecně je Odcizený dopis považován za nejzdařilejší z trojice detektivních povídek autora.
Když byla povídka přetištěna ve vydání The Gift z roku 1845, redaktor ji popsal jako „jednu z ukázek kuriózního střetu dvou myslí v jedné osobě“.

## Historie vydání
Povídka se poprvé objevila v „The Gift: A Christmas and New Year's Present for 1845“ vydaném v prosinci 1844 ve Filadelfii. E. A. Poe vydělal 12 $ za její první výtisk. Později se objevila v autorově sbírce z roku 1845 s názvem Tales.

## Adaptace
- V roce 1980 byl příběh zpracován do epizody televizního seriálu Sherlock Holmes and Doctor Watson s názvem The Case of the Purloined Letter.[10]
- V roce 1995 byl příběh zpracován do epizody TV programu pro děti s názvem Wishbone. Epizoda nese název The Pawloined Paper.

## Česká vydání
Česky vyšla povídka v následujících sbírkách nebo antologiích:
Pod názvem Odcizený dopis:
- Černý kocour (Mladá fronta (edice Četba pro školy), 1988, překlad Josef Schwarz, brožovaná, 152 stran, náklad 45 000 [11])
- Vraždy v ulici Morgue a jiné povídky (Mladá fronta 1960, 1964, 1969)
- Zlatý skarabeus: Devatero podivuhodných příběhů Edgara Allana Poea (Albatros (edice Klub mladých čtenářů), 1979, překlad Josef Schwarz, 228 stran, náklad 50 000)
- Zrádné srdce: Výbor z díla (Naše vojsko, 1959, překlad Josef Schwarz, vázaná s papírovým přebalem, 676 stran)

Pod názvem Ukradený dopis:
- Zlatý skarabeus a jiné povídky (Státní nakladatelství dětské knihy, 1959, 1967, překlad Vladimír Henzl, brožovaná, 82 stran, náklad 50 000, autor obálky: Marcel Stecker)